# Ludovico Estuardo

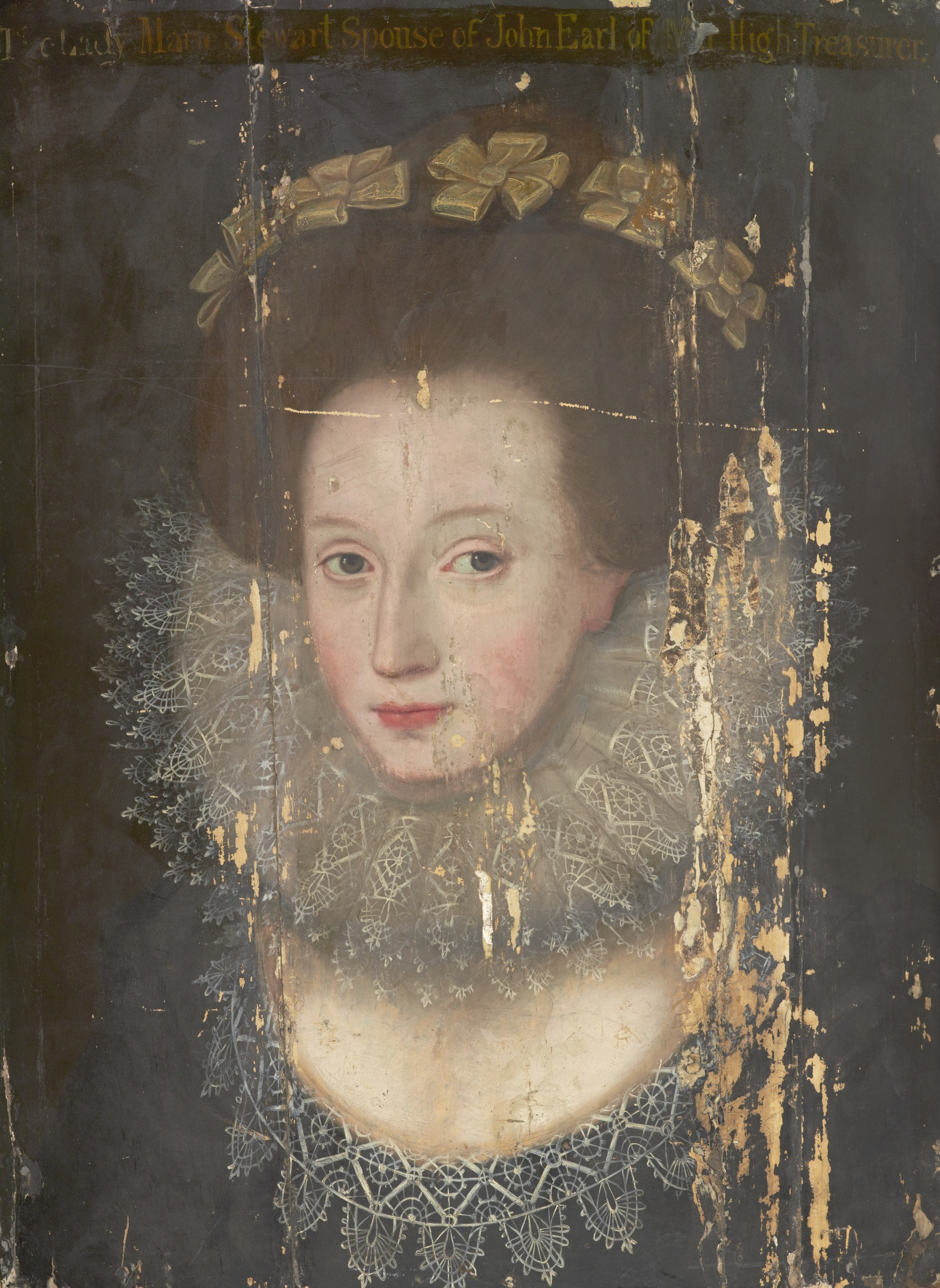
La hermana de Ludovic Stewart, María Estuardo, condesa de Mar (fallecida en 1644).

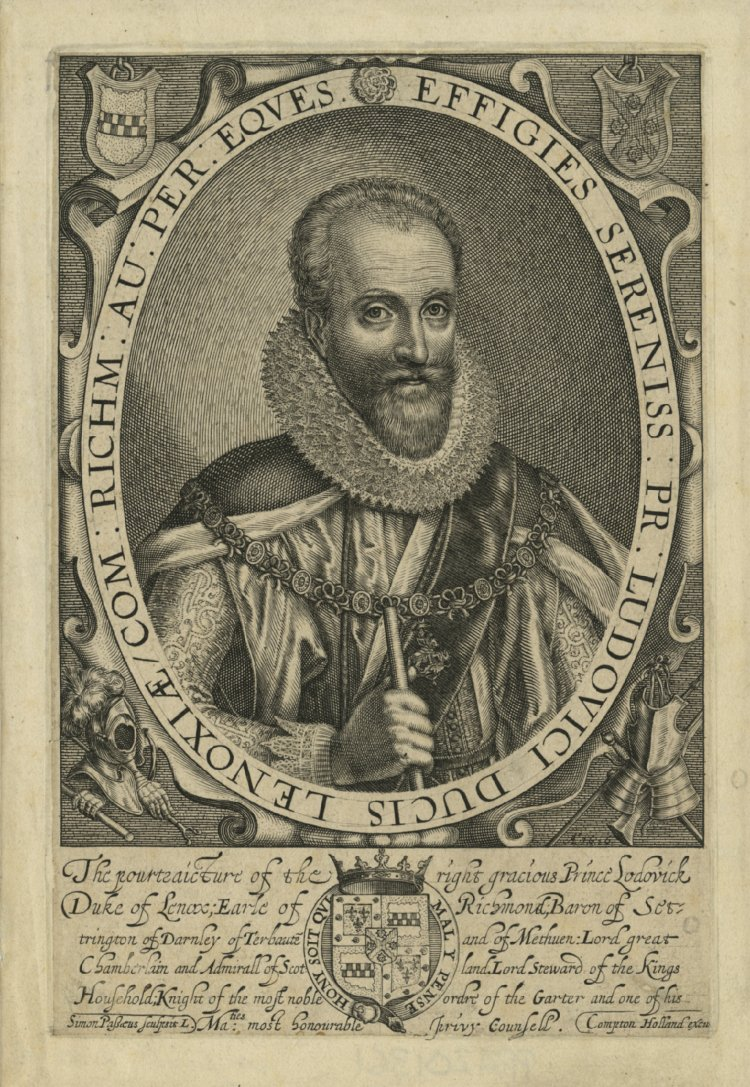
Retrato de Ludovic Stewart, segundo duque de Lennox por Simon de Passe, c.1620-3.

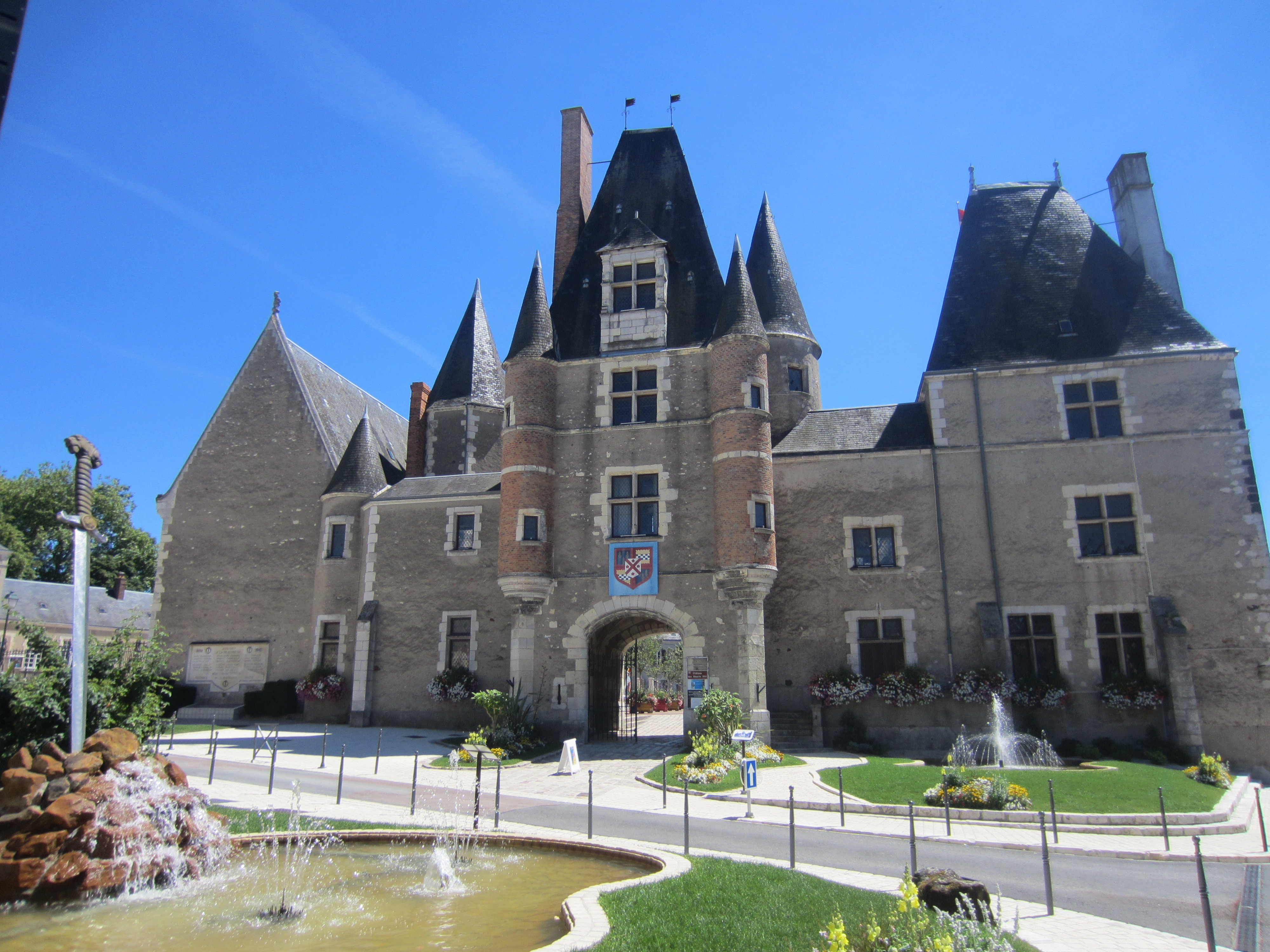
El Château d'Aubigny-sur-Nère, hogar paterno de Esmé Stewart, primer duque de Lennox, primer conde de Lennox. Construido por Sir Robert Estuardo, cuarto señor de Aubigny (hacia 1470-1544) y conocido hoy por los franceses como le château des Stuarts.

Ludovico Estuardo, segundo duque de Lennox y primer duque de Richmond (29 de septiembre de 1574 - 16 de febrero de 1624), señor de Aubigny en Francia, señor de la mansión de Cobham, Kent, era un noble escocés que a través de su lado paterno era primo en segundo grado del rey Jacobo I de Inglaterra y VI de Escocia. Estuvo involucrado en la Colonización del Úlster en Irlanda y la colonización de Maine en Nueva Inglaterra. La isla de Richmond y el cabo Richmond, así como Richmond, Maine (antes Fort Richmond), llevan su nombre.